# Qēshlāq-e Nowrūzlū
Qēshlāq-e Nowrūzlū (persiska: قشلاق نوروزلو) är en ort i Iran.   Den ligger i provinsen Västazarbaijan, i den nordvästra delen av landet, 500 km väster om huvudstaden Teheran. Qēshlāq-e Nowrūzlū ligger 1 305 meter över havet och antalet invånare är 451.
Terrängen runt Qēshlāq-e Nowrūzlū är huvudsakligen platt, men österut är den kuperad. Terrängen runt Qēshlāq-e Nowrūzlū sluttar västerut.Runt Qēshlāq-e Nowrūzlū är det tätbefolkat, med 297 invånare per kvadratkilometer. Närmaste större samhälle är Mīāndoāb, 10,6 km nordväst om Qēshlāq-e Nowrūzlū. Trakten runt Qēshlāq-e Nowrūzlū består i huvudsak av gräsmarker.